# OpenGL 사용자 인터페이스 라이브러리
OpenGL 사용자 인터페이스 라이브러리(OpenGL User Interface Library, GLUI)는 OpenGL 유틸리티 툴킷(GLUT)에 기반한 C++ 사용자 인터페이스 라이브러리로 버튼, 체크박스, 라디오 버튼등의 고급 사용자 인터페이스를 제공한다. OpenGL 사용자 인터페이스 라이브러리는 Qt, wxWidgets, FLTK와 같은 GUI 툴킷에 비하면 완결성이 다소 떨어지기는 하지만 적은 용량을 차지하며, 사용하기가 편리하다는 장점이 있다. OpenGL 사용자 인터페이스 라이브러리는 Paul Rademacher에 의하여 최초로 개발되었으며, 현재 Nigel Stewart에 의하여 관리되고 있다.

## 같이 보기
- OpenGL 유틸리티 라이브러리 (GLU)
- OpenGL 유틸리티 툴킷 (GLUT)
- freeglut